# Tractat de pau
Un tractat de pau (Pactum pacis, en llatí) és un acord entre dues parts en conflicte, en general entre els països o governs, que posa fi formal a un conflicte armat, mitjançant l'elaboració de documents on s'estipulen els acords arribats en la negociació de la pau. És diferent de l'armistici, que és un acord de cessament d'hostilitats, o de la rendició en la qual un bàndol està d'acord a renunciar a continuar la lluita.

## Elements dels tractats de pau
Hi ha molts aspectes que es poden incloure en un tractat de pau, i el contingut d'un tractat depèn en general de la naturalesa del conflicte que conclou. Alguns d'aquests poden ser:
- Designació formal de les fronteres.
- Processos per a la solució de futures disputes.
- Accés i repartiment dels recursos.
- Situació dels refugiats.
- Liquidació de deutes existents.
- Definició de la conducta prohibida.
- La nova aplicació dels tractats existents.

Els tractats sovint són ratificats en els territoris considerats neutrals en el conflicte i aquests territoris actuen de testimonis. En el cas dels conflictes entre diverses parts en nombroses grans pot haver-hi un tractat internacional que abasti tots els àmbits del conflicte entre les parts o bé pot resoldre's amb una sèrie de tractats bilaterals entre els contendents.

## Història

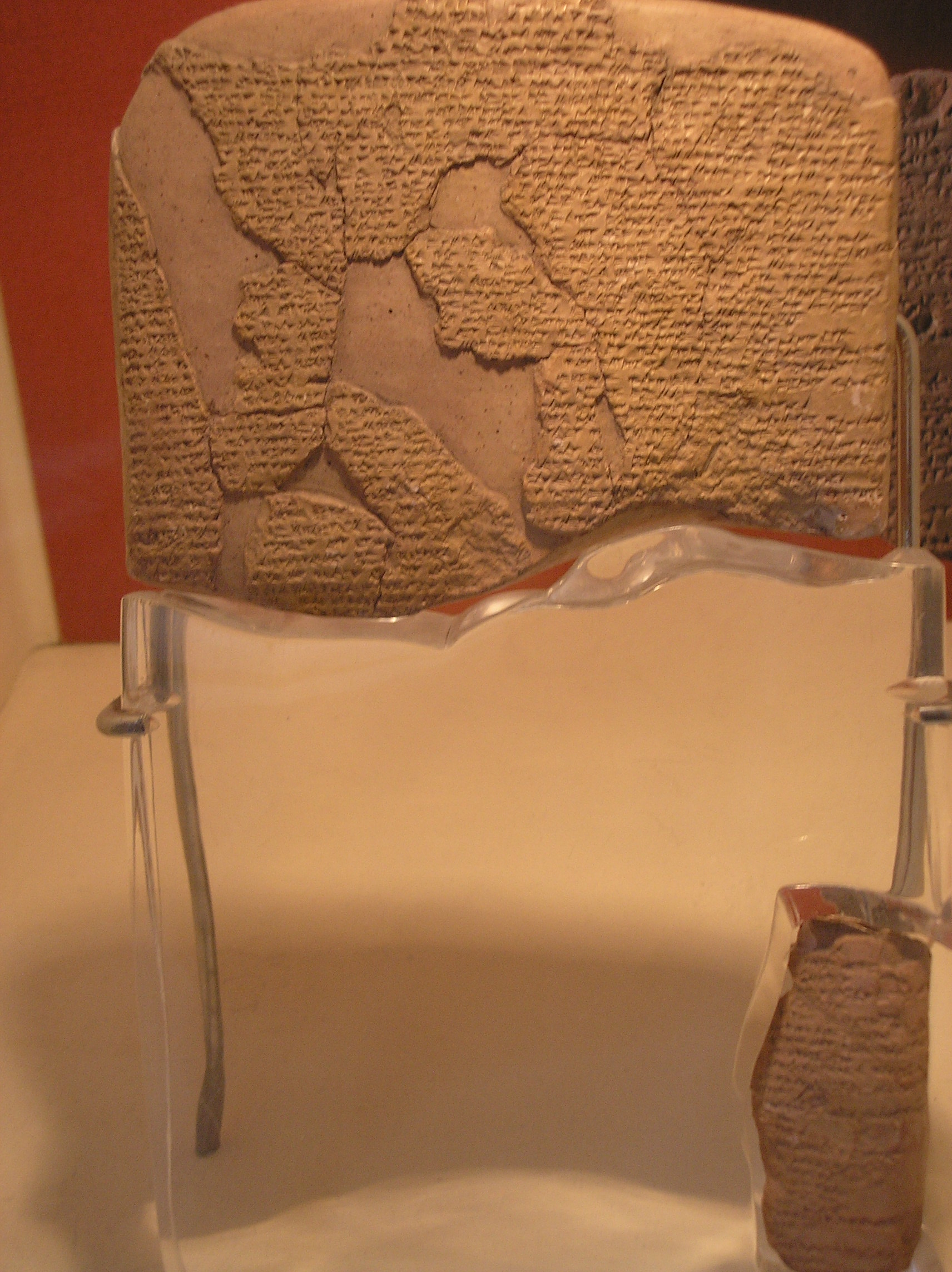
Taula del primer tractat de la història el Tractat de Cadeix al Museu d'Arqueologia d'Istanbul.

Un dels primers tractats de pau que es conserven fou entre els imperis hitita i egipci després de la batalla de Cadeix (c. 1274 aC). La batalla va tenir lloc en el que és la moderna Síria. Després d'una costosa batalla de quatre dies de durada, en la qual cap de les parts havia adquirit un avantatge substancial, les dues parts van proclamar la victòria. La manca de resolució va donar lloc a nous conflictes entre Egipte i els hitites, amb Ramsès II, la captura de les ciutats de Cadeix (Síria) i Amurru en el seu 8è any. No obstant això, la perspectiva d'un conflicte més llarg entre els dos països finalment va persuadir els seus governants, Hatusilis III i Ramsès a posar fi al seu conflicte i a signar un tractat de pau. Les dues parts no es podien permetre la possibilitat d'un conflicte llarg, ja que eren amenaçats per altres enemics:
Egipte s'enfrontava a la tasca de defensar la seva frontera occidental de llarg amb Líbia en contra de la incursió de membres de tribus líbies mitjançant la construcció d'una cadena de fortaleses que s'estenia des de Mersa Matruh a Rakotis mentre que els hitites s'enfrontaven a l'amenaça de l'imperi assiri, que "havia conquerit Hanigalbat, el cor de Mitanni, entre el Tigris i l'Eufrates rius que anteriorment havia estat un estat vassall hitita".
Els seus divuit articles cridaven a la pau entre Egipte i Hatti i després aquest procedia a afirmar que els seus respectius déus també la demanaven. Conté molts elements presents en els tractats més moderns. També conté un pacte d'assistència mútua en cas que un dels imperis fossi atacat per un tercer, o en cas de conflictes interns. Hi ha articles relatius a la repatriació forçada dels refugiats i les disposicions que no han de ser perjudicats, cosa que podria ser considerada com el primer tractat d'extradició. També hi ha amenaces de venjança, en cas de trencar-se el tractat. Aquest tractat és considerat de tanta importància en l'àmbit de les relacions internacionals que en penja una reproducció a la seu de les Nacions Unides.
Exemples famosos, ja dins de l'edat moderna, són la sèrie de tractats de pau conegut com la Pau de Westfàlia que pràcticament inicia la diplomàcia moderna, amb la participació del sistema modern d'estats-nació. Altres exemples famosos són el Tractat de París (1815), signat després de la derrota de Napoleó a la batalla de Waterloo, i el Tractat de Versalles, que finalitzà formalment la Primera Guerra Mundial.